# روي باتريسيو
روي بيدرو دوس سانتوس باتريسيو (بالبرتغالية: Rui Patrício‏) ، من مواليد 15 فبراير 1988 في ليريا في البرتغال، لاعب كرة قدم برتغالي، يلعب حاليًا لصالح نادي روما في الدوري الإيطالي.
بدأ مسيرته الكروية مع نادي سبورتينغ لشبونة في عام 2006 وغادر عام 2018.
بدأ باللعب مع منتخب البرتغال لكرة القدم في عام 2008.
يلعب في مركز الحراسة.

## روابط خارجية
- روي باتريسيو على موقع الاتحاد الدولي (مؤرشف)  (الإنجليزية)
- روي باتريسيو على موقع الاتحاد الأوربي (الإنجليزية)
- روي باتريسيو على موقع قاعدة بيانات كرة القدم.إي يو (الإنجليزية)
- روي باتريسيو على موقع ناشيونال فوتبول تيمز (الإنجليزية)
- روي باتريسيو على موقع Soccerbase.com (لاعب) (الإنجليزية)
- روي باتريسيو على موقع Soccerway.com (الإنجليزية)
- روي باتريسيو على موقع عالم كرة القدم.نت (الإنجليزية)
- روي باتريسيو على موقع كووورة
- روي باتريسيو على موقع AS.com (الإسبانية)